# Cartodere subcostetta
Cartodere subcostetta es una especie de coleóptero de la familia Latridiidae.

## Distribución geográfica
Habita en Grecia.